# Martino dei Bonacolsi

Stemma dei Bonacolsi

Martino dei Bonacolsi (... – Mantova, 1265 circa) è stato un politico italiano.

## Biografia
Era figlio di Gandolfo (?-1233), procuratore del comune di Mantova nel 1200. Rettore della repubblica di Mantova nel 1233 con Uguccione Avogadro, Martino trattò la pace coi ghibellini e con l'imperatore Federico II di Svevia, pace promossa da papa Gregorio IX.

## Discendenza
Martino ebbe un figlio, Pinamonte, signore di Mantova dal 1274 al 1291.